# Vasikkasaari (ö i Finland, Norra Österbotten, Koillismaa, lat 65,52, long 27,96)
Vasikkasaari är en ö i Finland. Den ligger i sjön Jurmunlampi och i kommunen Taivalkoski i den ekonomiska regionen  Koillismaa ekonomiska region  och landskapet Norra Österbotten, i den centrala delen av landet, 600 km norr om huvudstaden Helsingfors. Öns area är 0,4 hektar och dess största längd är 150 meter i sydväst-nordöstlig riktning.